# Provincia de Diguillín
La provincia de Diguillín (del mapudungún: digelen ‘punto de referencia que está a un lado’) es una provincia de la región de Ñuble, en Chile. Tiene una superficie de 5229,5 km². Su capital es la ciudad de Bulnes.

## Economía
En 2018, la cantidad de empresas registradas en la provincia de Diguillín fue de 6.758. El Índice de Complejidad Económica (ECI) en el mismo año fue de 0,79, mientras que las actividades económicas con mayor índice de Ventaja Comparativa Revelada (RCA) fueron Reparación de Maquinaria Agropecuaria y Forestal (102,25), Otras Actividades Relacionadas al Deporte (33,41) y Servicios de Transporte Escolar (24,04).

## Comunas
La provincia está constituida por nueve comunas:
- Bulnes
- Chillán
- Chillán Viejo
- El Carmen
- Pemuco
- Pinto
- Quillón
- San Ignacio
- Yungay

## Autoridades
Las autoridades son nombradas directamente por el Presidente de la República y se mantienen en su cargo mientras cuenten con su confianza.

### Gobernador provincial (2018-2021)

Logotipo de la Gobernación de la Provincia de Diguillín hasta 2021.

Los siguientes fueron los gobernadores provinciales de Diguillín.
| Gobernador(a)       | Partido | Partido | Inicio                  | Final                   | Presidente(a) | Presidente(a)    |
| ------------------- | ------- | ------- | ----------------------- | ----------------------- | ------------- | ---------------- |
| Paola Becker Villa  |         | RN      | 6 de septiembre de 2018 | 4 de octubre de 2019    |               | Sebastián Piñera |
| Enrique Rivas Rivas |         | RN      | 12 de noviembre de 2019 | 20 de noviembre de 2020 |               | Sebastián Piñera |
| Roger Cisterna      |         | RN      | 20 de noviembre de 2020 | 14 de julio de 2021     |               | Sebastián Piñera |

### Delegado presidencial provincial (Desde 2021)
Actualmente no existe una delegación en la Provincia. La delegación presidencial regional actúa como unidad administrativa provincial, al encontrarse dentro de la jurisdicción de la provincia de Diguillín, en la que la comuna de Chillán aloja a dicha repartición. De acuerdo a la ley que crea el cargo de gobernador regional, aquellas provincias en las que se encuentran las capitales regionales no cuentan con delegado presidencial provincial, ya que dicha función recae directamente en el delegado presidencial regional y por ende no es necesario duplicar dicha función.
En todo caso, para efectos de mantener la desconcentración territorial, se estableció una oficina de coordinación dependiente de la Delegación Presidencial Regional en la ciudad de Bulnes, a la vez que se mantienen en ella las direcciones provinciales de educación y vialidad, entre otros.

## Alcaldes
Los alcaldes para el periodo 2024-2028 fueron elegidos en las elecciones municipales de 2024.
| Comuna        | Alcalde/sa                                           |
| ------------- | ---------------------------------------------------- |
| Bulnes        | Gonzalo Bustamante (RN)                              |
| Chillán       | Camilo Benavente Jiménez (PPD)                       |
| Chillán Viejo | Jorge del Pozo Pastene (Ind.)                        |
| El Carmen     | Renan Cabezas Arroyo (RN)                            |
| Pemuco        | Johnnson Guiñez Nuñez (Ind./ChV)                     |
| Pinto         | Jairo del Pino Lema (REP)                            |
| Quillón       | Felipe Catalán Venegas (Candidato Independiente IND) |
| San Ignacio   | Patricio Suazo Romero (RN)                           |
| Yungay        | Rafael Cifuentes Rodríguez (PS)                      |